# Nouria Mérah-Benida
Nouria Mérah-Benida (Argel, 19 de outubro de 1970) é uma ex-atleta argelina.
Corredora de meio-fundo, Nouria foi a campeã olímpica dos 1500 metros nos Jogos Olímpicos de Sydney, em 2000.
Outras conquistas de sua carreira incluem uma medalha de ouro nos Jogos do Mediterrâneo de 1997 e duas medalhas de prata nos 800 m e 1500 m dos Jogos Pan-Africanos de 1999.